# Districte de Mocímboa da Praia
El Districte de Mocímboa da Praia és un districte de Moçambic, situat a la província de Cabo Delgado. Té una superfície 3.524 kilòmetres quadrats. En 2015 comptava amb una població de 108.093 habitants. Limita al nord i nord-est amb el districte de Palma, a nord i nord-oest amb el districte de Nangade, a l'oest amb el districte de Mueda, al sud amb els districtes de Macomia i Muidumbe, i a l'est amb l'oceà Índic.

## Divisió administrativa
El districte està dividit en tres postos administrativos (Diaca, Mbau i Mocímboa da Praia), compostos per les següents localitats:
- Posto Administrativo de Diaca:
  - Diaca, e
  - Nango
- Posto Administrativo de Mbau:
  - Marere, e
  - Mbau
- Posto Administrativo de Mocímboa da Praia:
  - Mocímboa da Praia, (municipi des de 1998)
  - Quelimane